# کامینزویل (نیویورک)
کامینزویل (به انگلیسی: Cumminsville) یک منطقهٔ مسکونی در ایالات متحده آمریکا است که در نیویورک واقع شده‌است. کامینزویل ۱۸۳ نفر جمعیت دارد و ۱۹۵٫۰۷ متر بالاتر از سطح دریا واقع شده‌است.